# Стась Андрій Леонідович
Андрій Леонідович Стась (біл. Андрэй Леанідавіч Стась; 18 жовтня 1988, м. Мінськ, СРСР) — білоруський хокеїст, центральний нападник. Виступає за «Динамо» (Мінськ) у Континентальній хокейній лізі. 
Виступав за «Юніор» (Мінськ), «Юність» (Мінськ), «Керамін» (Мінськ).
У складі національної збірної Білорусі провів 23 матчі (2 передачі); учасник зимових Олімпійських ігор 2010 (4 матчі, 0+0), учасник чемпіонатів світу 2009, 2010, 2011 і 2012 (26 матчів, 2+2). У складі молодіжної збірної Білорусі учасник чемпіонатів світу 2007 і 2008 (дивізіон I). У складі юніорської збірної Білорусі учасник чемпіонатів світу 2005 (дивізіон I) і 2006.
Досягнення
- Володар Кубка Шпенглера (2009).